# Альмонасід-де-Толедо
Альмонасід-де-Толедо (ісп. Almonacid de Toledo) — муніципалітет в Іспанії, у складі автономної спільноти Кастилія-Ла-Манча, у провінції Толедо. Населення — 905 осіб (2010).
Муніципалітет розташований на відстані близько 75 км на південь від Мадрида, 18 км на південний схід від Толедо.

## Демографія
Динаміка населення (INE ):

## Галерея зображень

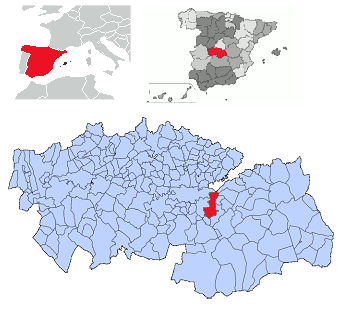
Розташування муніципалітету у провінції Толедо
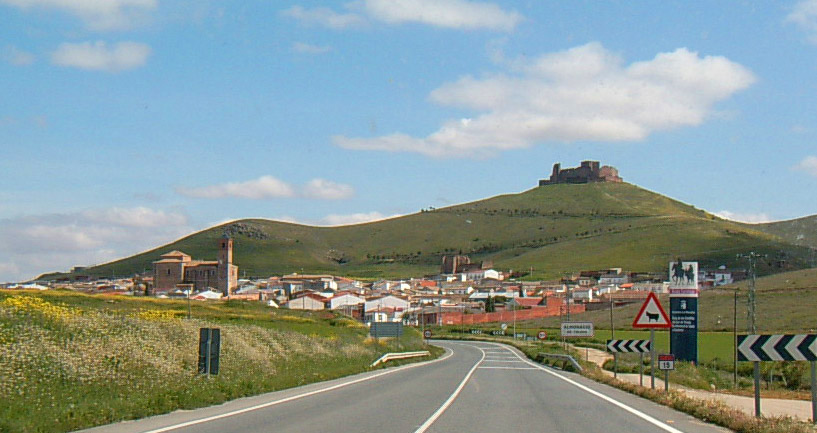
Альмонасід-де-Толедо